# Eugen Ritter von Záhony
Eugen Ritter Freiherr von Záhony (* 19. Juni 1844 in Görz; † 20. September 1919 ebenda) war ein österreichisch-ungarischer Industrieller und Politiker. Er war Abgeordneter zum Landtag von Görz und Gradisca.

## Leben
Eugen Ritter von Záhony war der zweitälteste Sohn von Hektor Ritter von Záhony und dessen Gattin Amalie von Rittmayer und entstammte der aus Frankfurt am Main stammenden Familie Ritter. Sein Großvater Johann Ch. Ritter war Industrieller und betrieb Kolonialzuckerraffinerien in Triest und Görz sowie eine Rübenzuckerraffinerie in Záhony (Ungarn). Eugen Ritter von Záhony begann seine Ausbildung an der Unter- und Oberrealschule in Graz und besuchte in der Folge als außerordentlicher Hörer die Technische Hochschule Graz, die er 1866 verließ. Ab 1866 bekam er eine umfassende kaufmännische Ausbildung und arbeitete als Fabriksarbeiter, Volontär und Unterdirektor in verschiedenen Ländern.
Ab dem Jahr 1869 übernahm er die Leitung der Papierfabrik, der Sulfitzellulosefabrik (mit Karl Kellner), der Strohstofffabrik und der Kunstmahlmühle in Podgora bei Görz sowie die Holzschleiferei in Kärnten. Bei der Landtagswahl 1883 wurde Eugen Ritter von Záhony zum Vertreter des Stadtwahlkreises Monfalcone, Cervignano, Gradisca und Cormons gewählt. In der Folge blieb er bis 1897 Mitglied des Landtags von Görz und Gradisca. Nachdem sein Schwiegervater und Onkel Wilhelm Ritter von Záhony verstorben war, wirkte Eugen Ritter von Záhony von 1885 bis 1903 auch als Präsident der Görzer Handels- und Gewerbekammer. Ab 1889 vertrat er im Landtag von Görz und Gradisca diese Institution.
Eugen Ritter von Záhony war auch Gemeinderat von Görz, Kurator der evangelischen Gemeinde und war ab 1897 Besitzer des Gutes Monastero bei Aquileia. Er wurde nach dem Ausscheiden als Präsident der Handels- und Gewerbekammer 1906 zum lebenslänglichen Korrespondenten gewählt und war wirkliches, lebenslängliches Mitglied des Archäologischen Instituts in Wien. Zudem ernannte ihn das K.k. Ministerium für Cultus und Unterricht zum Mitglied des Kuratoriums des Museums von Aquileia.
Eugen Ritter von Záhony heiratete am 3. Juli 1869 in Strazig seine Cousine Louise Ritter von Záhony. Er wurde Vater von einem Sohn und einer Tochter.

## Auszeichnungen
- Orden der eisernen Krone III. Klasse (1882)
- Ehrenbürger der Stadt Aquileja